# Dulcitius
Dulcitius (in realtà Passio Sanctarum Agapis Chioniae et Hirenae) è un'opera teatrale scritta in latino medievale da Roswitha di Gandersheim (c. 935–974), canonichessa dell'abbazia femminile di Gandersheim nella Bassa Sassonia. Scritto tra il 960 e il 970, Dulcitius è uno dei pochi drammi sopravvissuti dell'epoca, nonché l'unico di Roswitha a contenere elementi comici. L'opera è ispirata all'agiografia di Irene di Tessalonica e delle sue sorelle Agape e Chionia.

## Trama

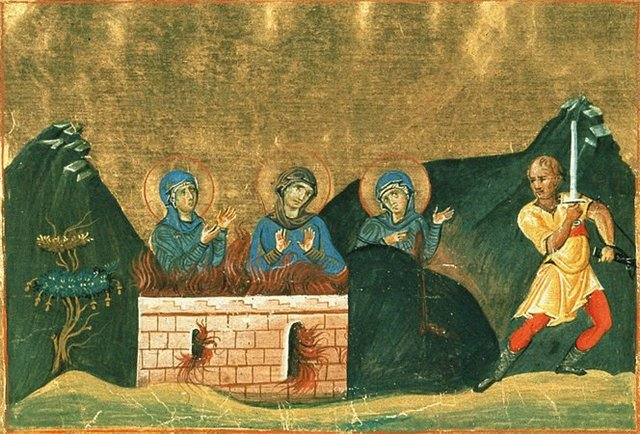
Agape, Chionia e Irene raffigurate nel Menologio di Basilio II.

L'imperatore romano Diocleziano vuole che tre sorelle cristiane, Agape, Chionia e Irene, siano date in sposa ai membri della sua corte; le fanciulle, tuttavia, hanno consacrato a Cristo la loro verginità. Davanti al loro rifiuto, l'imperatore ordina che vengano date in custodia al governatore Dulcizio, il quale, ammaliato dalla loro bellezza, dispone che siano rinchiuse nel sotterraneo di casa propria, perché possa disporne a proprio piacimento.
Nottetempo, Dulcizio si reca dalle sorelle per violentarle ma, ottenebrato dalla Divina Provvidenza, si reca nella cucina adiacente alla cella e amoreggia con pentole e stoviglie come se fossero donne. Il governatore esce dalla cucina nero di fuliggine, ma ancora confuso dall'intervento divino non se ne accorge, e i suoi soldati fuggono credendolo un demonio. Dulcizio si reca allora a palazzo per denunciare la loro insubordinazione, ma gli uscieri, non riconoscendolo, lo scacciano in malo modo. L'unica a riconoscerlo è sua moglie, che in questo modo viene tuttavia a sapere del tentato adulterio; umiliato, Dulcizio ordina che le tre vengano denudate ed esposte a ludibrio, ma nessuno è in grado di rimuovere le vesti dai loro corpi.
Dulcizio viene quindi sostituito da Sisinnio, intendente dell'imperatore: questi crede che Irene, la più giovane delle sorelle, sia maggiormente corruttibile, così ordina che ella sia lasciata in vita, mentre Agape e Chionia venrranno bruciate vive. Le due sorelle spirano sul rogo, ma i loro corpi e i loro vestiti rimangono miracolosamente intatti.
Sisinnio minaccia Irene di morte, ma lei rifiuta di abiurare; l'intendente ordina allora che sia condotta in un bordello, ma la fanciulla riesce a scapparne e fugge in cima a una montagna. Sisinnio e i soldati la inseguono fin sul monte, ma non riescono a salire fino alla rupe dove ella si è rifugiata; l'intendente ordina allora a un soldato di colpirla con una freccia: trafitta a morte, Irene muore con lo sguardo rivolto al Paradiso.

## Composizione
Secondo le informazioni da lei stessa fornite nel Primordia Coenobii Gandersheimensis, Roswitha nacque tra il 912 e il 940; gli storici generalmente attestano che la sua data di nascita sia più vicina al 935.; accettando questa cronologia, è possibile ipotizzare che Dulcitius (contenuta nel Liber Secundus di Roswitha) sia stato composto intorno al 970.
Il titolo riportato nel Liber Secundus è Passio Sanctarum Virginum Agapis Chioniae Et Hirenae ("La passione delle sante vergini Agape, Chionia e Irene"), tuttavia il dramma è più comunemente noto come Dulcitius, nonostante la presenza di Dulcizio sia limitata alla prima parte dell'opera. Nonostante il testo assuma la forma di un dramma, si ritiene che esso (come le altre opere di Roswitha) non sia stato pensato per essere rappresentato, ma per la lettura meditativa, oppure, più probabilmente, per essere letto ad alta voce dalle novizie, senza azione scenica. Alcuni studiosi respingono il contesto esclusivamente cristiano degli scritti di Roswitha, sostenendo invece che le sue opere fornissero alle donne modelli di integrità femminile, incoraggiando così visioni più positive delle donne.
Come in altri drammi,  scrittura di Roswitha è profondamente influenzata da Terenzio; la stessa Roswitha, nella prefazione alla sua raccolta, dichiara che le sue opere saranno maggiormente apprezzate da coloro che gradiscono lo stile di Terenzio, puntualizzando però che "la lodevole castità delle sante fanciulle" presentate nella commedia sostituiscono le "azioni impudiche di donne sensuali" nelle opere di Terenzio.